# Abstede
Abstede est un quartier de la ville néerlandaise d'Utrecht, dans la province d'Utrecht. En 2008, Abstede comptait 1 309 habitants.

## Géographie
Le quartier d'Abstede est situé dans la partie orientale de la ville d'Utrecht.

## Administration
Du 1er janvier 1818 au 1er août 1823, Abstede fut une commune indépendante, créée par démembrement de la commune d'Utrecht. En 1823 elle a été définitivement rattachée à Utrecht.